# مطار باماكو موديبو كيتا الدولي
مطار باماكو موديبو كيتا الدولي (إياتا: BKO، إيكاو: GABS)، كان يسمى سابقاً بمطار باماكو سينو الدولي، إلى غاية دجنبر 2015.
هو المطار الرئيسي لدولة مالي ويقع في عاصمتها باماكو. ويبعد حوالي 15 كلم عن وسط مدينة باماكو، ويعتبر أيضا القاعدة الجوية الأولى للقوات الجوية المالية.

## تاريخ
تم افتتاح المطار عام 1974، وتم تحديثه في الفترة ما بين 2007 و2012.

## شركات الطيران

### الركاب
| شركـات طيـران           | الوجهات                                                                          |
| ----------------------- | -------------------------------------------------------------------------------- |
| الخطوط الجوية الجزائرية | مطار هواري بومدين الدولي                                                         |
| بوركينا للطيران         | مطار بليز دياغني الدولي، مطار واغادوغو                                           |
| إير كوت ديفوار          | مطار أبيدجان الدولي، مطار بواكي، مطار بليز دياغني الدولي                         |
| الخطوط الجوية الفرنسية  | مطار أحمد سيكو توري الدولي، مطار باريس شارل ديغول                                |
| الخطوط الجوية السنغالية | مطار بليز دياغني الدولي                                                          |
| أسكاي                   | مطار أحمد سيكو توري الدولي، مطار بليز دياغني الدولي، مطار لومي، مطار ديوري حماني |
| Corsair International   | موسمي: مطار باريس شارل ديغول (تبدأ في 7 يونيو 2023)                              |
| مصر للطيران             | موسمي: مطار القاهرة الدولي، مطار الأمير محمد بن عبد العزيز الدولي                |
| الخطوط الجوية الإثيوبية | مطار أديس أبابا بولي الدولي، مطار بليز دياغني الدولي                             |
| الخطوط الجوية الكينية   | مطار بليز دياغني الدولي، مطار جومو كينياتا الدولي                                |
| الموريتانية للطيران     | مطار أبيدجان الدولي، مطار كوتونو، مطار بليز دياغني الدولي، مطار نواكشوط الدولي   |
| الخطوط الملكية المغربية | مطار محمد الخامس الدولي                                                          |
| سكاي مالي               | مطار جاو الدولي، Kayes، Timbuktu                                                 |
| الخطوط التونسية         | مطار تونس قرطاج الدولي                                                           |
| الخطوط الجوية التركية   | مطار إسطنبول الدولي                                                              |

### الشحن
| شركـات طيـران     | الوجهات                  |
| ----------------- | ------------------------ |
| دي إتش إل للطيران | مطار مورتالا محمد الدولي |
| كارغولوكس         | مطار لوكسمبورغ           |

## حوادث
عام 1971، طائرة من نوع DC3 المرقمة 6V-AAP والتابعة لشركة إير إيفوار، تحطمت بعد وقت قصير من إقلاعها. وقتل جميع من كان بها وعددهم ستة أشخاص.